# Gabrielle et Jean
Gabrielle et Jean est une peinture du peintre français Pierre-Auguste Renoir réalisée en 1895. Elle se trouve au Musée de l'Orangerie à Paris.
Dans la dernière décennie du XIXe et dans la première du  XXe siècle, Renoir a peint divers tableaux de ses fils, souvent en compagnie de Gabrielle Renard, la nourrice de la famille et l'un des modèles préférés du peintre, avec son épouse Aline,.
La toile représente son fils Jean (qui deviendra un célèbre réalisateur de cinéma) jouant sur les genoux de Gabrielle avec de petites figurines animales à peine esquissées.
L'œuvre a appartenu aux marchands d'art Ambroise Vollard et Paul Guillaume, avant d'être achetée en 1959 à la veuve de ce dernier, Domenica Walter, par la Société des amis du Louvre. Elle rejoint les collections du musée national de l'Orangerie en 1977.